# Пересветов переулок
Пересве́тов переу́лок (до 1917 года — Пе́рвый Восто́чный переулок) — переулок в Южном административном округе города Москвы на территории Даниловского района.

## История
В названии переулка увековечена память о Пересве́те — легендарном герое Куликовской битвы, монахе Троице-Сергиевского монастыря. По легенде, он сразил в единоборстве перед основным сражением татарского богатыря Челубея, погибнув при этом сам.
Был похоронен рядом с церковью Рождества Пресвятой Богородицы в Старом Симонове, близ которого находился переулок, первоначально (в XIX в.) и получивший название Пересветов, но упразднённый в ходе реконструкции (1973 год). В 1987 году это название было присвоено близлежащему 1-му Восточному переулку, называвшемуся так по соседней Восточной улице.

## Расположение
Пересветов переулок начинается от Восточной улицы, идёт на юг и упирается в улицу Ленинская Слобода. Параллельно переулку проходят Велозаводская улица и Ослябинский переулок.

## Примечательные здания и сооружения

### по нечётной стороне
- Дом 5 — военный комиссариат по Даниловскому району Южного административного округа, обслуживает районы Братеево, Даниловский, Донской, Москворечье-Сабурово и Нагатинский Затон г. Москвы.

### по чётной стороне
- Дом 2/3 — «Татфондбанк» (до марта 2017 года), Международный коммерческий банк.
- Дом 4 — художественная галерея «Пересветов переулок». Посвящена графике, декоративно-прикладному искусству, живописи, скульптуре[4]. Режим работы — с понедельника по субботу с 10 до 19 часов, входная плата отсутствует[5][6].
- Дом 4, корпус 1 — выставочный зал «Пересветов переулок».
- Дом 8 — первичная профсоюзная организация работников МГТС.

## Транспорт

### Автобус
- с835: «метро Кожуховская» — «метро Автозаводская» — «метро Пролетарская»  (остановка «Восточная улица», только в указанном направлении).

### Метро
- Станция метро «Автозаводская» Замоскворецкой линии — в 700 м на юго-запад от пересечения с улицей Ленинская Слобода.
- Станция метро «Дубровка» Люблинско-Дмитровской линии — в 1 км на восток от пересечения с Восточной улицей, на наземном общественном транспорте — около 1,2 км.